# Пам'ятник Тарасу Шевченку (Одеса)
Пам'ятник Тарасу Шевченку — монумент, споруджений на честь українського поета, прозаїка, художника та етнографа Тараса Григоровича Шевченка у парку ім. Шевченка з боку вул. Маразлієвської (ріг Сабанського провулка) міста Одеса, Україна .

## Історія
30 квітня 1920 року Олександрівський парк перейменований на парк ім. Т. Г. Шевченка. Перший пам'ятник Т. Г. Шевченку було встановлено поруч із аркою «Ланжерон», на майданчику перед бібліотечним павільйоном. Переміщений до селища Шевченка .
1963 рік, короткий путівник «Сонячною Одесою»  : У південній частині парку стоїть пам'ятник українському кобзарю Т. Г. Шевченку, а поряд з ним росте верба.
Напис на дощечці свідчить, що тут 10 квітня 1961 року було висаджено гілочку столітньої верби, вирощеної під час його перебування на засланні в Новопетровській фортеці, нинішньому місті Форт-Шевченка . Цю гілочку піднесли трудящі м. Форт-Шевченку групі письменників України, які гостювали у них, на знак дружби казахського та українського народів .
У 1966 р. новий пам'ятник Тарасу Шевченку встановлено в парку імені Шевченка міста Одеси .
Фігура була відлита і надійшла до Одеси з Києва з відбитим у підстави фрагментом. У такому вигляді вона була змонтована при встановленні пам'ятника в 1966 .
У 1970 році в Одесі була створена лабораторія полімерних матеріалів під керівництвом Михайла Самойловича Новака, який на прохання Г. В. Топуза зробив реставрацію невеликої вади .

## Опис пам'ятника
На великій площі височіє дев'ятиметровий монумент Кобзарю. Навколо нього – гранітний парапет. 
На гранітній стелі висічені дати життя поета (1814—1861) та строфа із «Заповіту»  :
|  | І мене в сім'ї великій, В сім'ї вольній, новій, Не забудьте пом'янути Незлим, тихим словом. |